# 森山淳子
森山 淳子（もりやま じゅんこ、1975年2月26日 - ）は、日本の元女子バレーボール選手である。

## 来歴
大分県別府市出身。中学校1年生からバレーボールを始める。扇城高等学校（現・東九州龍谷高等学校）卒業後、小田急ジュノーに入部。韓国籍の在日3世（韓国名：朴淳子、박순자）であったが、20歳の時に日本国籍を取得した。
1997年、東洋紡オーキスへ移籍。翌年、全日本代表に選出。2001年には全日本のキャプテンを任されたが、ワールドグランドチャンピオンズカップ直前に故障し、代表を外れた。全盛期はレシーブのできるセンターとして活躍し、東洋紡時代には1試合だがリベロを務めた。東洋紡の休部に伴い、2002年8月、JTマーヴェラスに移籍した。
2006年5月末日を以て現役引退。JT広島支店に勤務し、JTサンダーズ事務局の総務を務めた。

## エピソード
中学3年時に「さわやか杯」（現全国都道府県対抗中学バレーボール大会）で優勝し、オリンピック有望選手と発表されながら後に取り消しされている。また同様の理由で、1993年の黒鷲旗全日本バレーボール男子・女子選手権大会で、新人ながら小田急の準優勝に大きく貢献したにもかかわらず、国籍問題で若鷲賞（新人賞）を獲得できなかったと報道されている。20歳になると小田急関係者の尽力で、わずか6ヶ月で帰化申請が認められた。森山は後に全日本の主将として日の丸の重みが双肩にかかることになる。
別府市には小学3年から住み、別府市立北小学校へ転校したが同級生に、後にバレーボール人生をともにした島崎みゆきがいた。小学4年になると島崎はバレーボールを始めるが、森山はフットベースボールを選択した。実母の「バレーボールは身長が高くなるからだめ」との理由。
中部中ではバスケットボール部に入部したが、またも「バスケットボールはルールがわからないからバレーボールにしなさい」という実母の一言でしぶしぶバレーボール部に転部した。当初はあまり熱心ではなく、先に入部していた島崎がよく呼びにきたという。レギュラーの選手が転校し、森山はレギュラーに抜擢され頭角を現した。「さわやか杯」では島崎とともにエースとして優勝の原動力となった。
高校は熱心に誘ってくれた扇城高等学校（現・東九州龍谷高等学校）に進学。優勝こそしなかったが、その名声は島崎とともに全国に鳴り響いた。実業団入りした後、島崎とは東洋紡オーキスで1シーズンだけ同じコートに立っている。
実家は焼肉店で、時々店のお手伝いをしている。
2015年3月14日放送の大分放送のラジオ番組「廣道純のNever GiveUP!!」でゲスト出演している。

## 球歴
- 全日本代表 - 1998-2001年
- 全日本代表としての主な国際大会出場歴
  - 世界選手権 - 1998年
  - ワールドカップ - 1999年

## 所属チーム
- 中部中
- 扇城高等学校（現・東九州龍谷高等学校）
- 小田急ジュノー（1993-1997年）
- 東洋紡オーキス（1997-2002年）
- JTマーヴェラス（2002-2006年）

## 受賞歴
- 1994年 - 第27回日本リーグ 新人賞
- 2001年 - 第7回Vリーグ スパイク賞

## 個人成績
1999年から2006年までのVリーグ及びVプレミアリーグのレギュラーラウンドにおける個人成績は下記の通り。
| シーズン  | 所属   | 出場                           | 出場                           | アタック                       | アタック                       | アタック                       | アタック                       | ブロック                       | ブロック                       | サーブ                         | サーブ                         | サーブ                         | サーブ                         | レセプション                   | レセプション                   | 総得点                         | 備考                           |
| --------- | ------ | ------------------------------ | ------------------------------ | ------------------------------ | ------------------------------ | ------------------------------ | ------------------------------ | ------------------------------ | ------------------------------ | ------------------------------ | ------------------------------ | ------------------------------ | ------------------------------ | ------------------------------ | ------------------------------ | ------------------------------ | ------------------------------ |
| シーズン  | 所属   | 試合                           | セット                         | 打数                           | 得点                           | 決定率                         | 効果率                         | 決定                           | /set                           | 打数                           | エース                         | 得点率                         | 効果率                         | 受数                           | 成功率                         | 総得点                         | 備考                           |
| 1999/2000 | 東洋紡 | 18                             | 66                             | 299                            | 132                            | 44.1%                          | %                              | 45                             | 0.68                           | 281                            | 5                              | 1.78%                          | 6.6%                           | 277                            | 79.1%                          | 182                            |                                |
| 2000/01   | 東洋紡 | 18                             | 69                             | 359                            | 182                            | 50.7%                          | %                              | 61                             | 0.88                           | 236                            | 6                              | 2.54%                          | 8.8%                           | 261                            | 73.2%                          | 249                            |                                |
| 2001/02   | 東洋紡 | 16                             | 58                             | 296                            | 126                            | 42.6%                          | %                              | 17                             | 0.29                           | 200                            | 3                              | 1.50%                          | 5.6%                           | 209                            | 74.6%                          | 146                            |                                |
| 2002/03   | JT     | V1リーグのため、記録を記載せず | V1リーグのため、記録を記載せず | V1リーグのため、記録を記載せず | V1リーグのため、記録を記載せず | V1リーグのため、記録を記載せず | V1リーグのため、記録を記載せず | V1リーグのため、記録を記載せず | V1リーグのため、記録を記載せず | V1リーグのため、記録を記載せず | V1リーグのため、記録を記載せず | V1リーグのため、記録を記載せず | V1リーグのため、記録を記載せず | V1リーグのため、記録を記載せず | V1リーグのため、記録を記載せず | V1リーグのため、記録を記載せず | V1リーグのため、記録を記載せず |
| 2003/04   | JT     | 18                             | 31                             | 65                             | 30                             | 46.2%                          | %                              | 4                              | 0.13                           | 77                             | 4                              | 5.19%                          | 8.9%                           | 73                             | 71.2%                          | 38                             |                                |
| 2004/05   | JT     | 25                             | 93                             | 382                            | 147                            | 38.5%                          | %                              | 39                             | 0.42                           | 370                            | 7                              | 1.89%                          | 9.2%                           | 180                            | 64.4%                          | 193                            |                                |
| 2005/06   | JT     | 0                              | 0                              | 0                              | 0                              | 0.0%                           | %                              | 0                              | 0.00                           | 0                              | 0                              | 0.00%                          | 0%                             | 0                              | 0.0%                           | 0                              |                                |
| 通算      | 通算   | 95                             | 317                            | 1401                           | 617                            | 44.0%                          | %                              | 166                            | 0.52                           | 1169                           | 25                             | 2.14%                          | 7.8%                           | 1000                           | 73.4%                          | 808                            |                                |

| 太字 | はタイトル獲得 |